# Symbrenthia ottilia
Symbrenthia ottilia är en fjärilsart som beskrevs av Hans Fruhstorfer 1898. Symbrenthia ottilia ingår i släktet Symbrenthia och familjen praktfjärilar. Inga underarter finns listade i Catalogue of Life.